# 주세페 벨루시
주세페 벨루시(이탈리아어: Giuseppe Bellusci, 1989년 8월 21일 ~)는 세리에 B 아스콜리 칼초 1898 FC에서 뛰는 이탈리아의 축구 선수이다.

## 대표팀 경력
2009년 3월 오스트리아와의 친선전 명단에 포함되며 그의 첫 이탈리아 U-21 데뷔 경기를 치렀다.

## 수상

### 클럽
몬차
- 세리에 C 그룹 A: 2019–20